# Batalla del Nilo (47 a. C.)
La batalla del Nilo (47 a. C.) fue un enfrentamiento militar en el marco de la guerra civil egipcia por la posesión del trono faraónico entre los pretendientes ptolemaico Ptolomeo XIII y Cleopatra VII. 

## Antecedentes
Después de vencer a sus rivales en Farsalia, Cayo Julio César salió en persecución de su líder, Cneo Pompeyo Magno, rumbo a Asia, ahí se enteró de que se lo había visto en Chipre y cuando se dio cuenta de que éste pretendía refugiarse en Egipto, puso rumbo con su flota hacia allá. Por ese entonces Ptolomeo y Cleopatra, hermanos, se enfrentaban en una guerra civil.
Entre tanto, Pompeyo había sido asesinado en las costas egipcias el 28 de septiembre del 48 a. C. sin siquiera pisar tierra mientras su familia veía todo desde su embarcación. Su cuerpo fue decapitado y abandonado en las aguas. Los consejeros del niño faraón, encabezados por el eunuco Ganímedes, no querían enemistarse con César dándole asilo a Pompeyo, pero tampoco podían enemistarse con este último puesto que si ganaba al final se vengaría de ellos o se apoderaría simplemente del poder, así que optaron por lo sano y lo asesinaron. El plan les resultó mal, cuando le ofrecieron la cabeza de Pompeyo se ganaron la enemistad de César.

## Asedio en Alejandría
César viajaba a Egipto con la VI legión y 800 jinetes, aunque en Asia se le había sumado la XXVII legión con Quinto Fufio Caleno. Ambas legiones sumaban apenas 3.200 veteranos, supervivientes de los años de campañas con César. Desembarcó el 2 de octubre en Alejandría. Se propuso intervenir en el conflicto interno egipcio para demostrar que él era la autoridad romana legítima. Le salió mal pues el populacho se alzó, asediándolo en el palacio de la ciudad. Debió enviar cartas solicitando auxilios –dos legiones– a Gneo Domicio Calvino y al rey Mitrídates I de Pérgamo. Fue entonces que la princesa Cleopatra se presentó ante César entrando al palacio envuelta en una alfombra, llegando a seducir al general romano.

## Batalla del Nilo
Los consejeros del faraón Ptolomeo XIII, ordenaron al ejército marchar sobre la capital egipcia mientras los legionarios luchaban por controlar el palacio y los muelles, únicos vínculos con el mundo exterior. Según Apiano, los egipcios disponían de 200.000 infantes, 40.000 jinetes, 300 elefantes, 2.000 carros y 300.000 soldados de reserva además de una armada de 1.500 galeras, 2.000 barcazas y 800 naves más pequeñas. Las estimaciones de Dorothy J. Thompson lo reducen a 100.000, de los que sólo 20.000 estarían en la batalla. Durante los combates, parte de la Biblioteca de Alejandría se quemó. César mando una flotilla improvisada en una serie de victorias navales, pero al intentar tomar Faros, isla del famoso faro de Alejandría, fueron rechazados. Sus legionarios en pánico sobrecargaron su barco hasta hundirlo y César debió escapar a nado. Pero cuando la situación era desesperada, Mitrídates llegó con un ejército reforzado por reclutas a Pelusa, ciudad que asalto.
Los egipcios salieron a interceptarlo pero debilitaron el asedio y César tomó su oportunidad. Con marchas forzadas unió sus fuerzas a Mitrídates a orillas del río Nilo, atacaron a las fuerzas egipcias y las empujaron contra su campamento. Este cayó por asalto ante los romanos. La barca del rey se hundió sobrecargada de soldados y el joven faraón fue arrastrado al fondo del río por el peso de su áurea armadura. El 27 de marzo Cleopatra era restaurada en el trono. Su rival y hermana, Arsínoe, fue arrestada y enviada a Roma. El eunuco Ganimides murió en la batalla.

## Consecuencias
Después, César y Cleopatra se embarcaron en un viaje de placer por el río en que ella resultó embarazada de Cesarión. César fue duramente criticado por ese desperdicio de tiempo mientras la República estaba en crisis, pero la realidad es que él necesitaba el apoyo egipcio (cuyo anterior gobierno había sido pompeyano). Sólo el 7 de junio César partió de Alejandría a Antioquia, de ahí salió a Anatolia para derrotar a Farnaces II en Zela, partiendo con una sola legión, otras tres quedaron en Egipto para ayudar a su amante y aliada. Sin embargo, no todo iba bien. Los pompeyanos supervivientes habían reclutado un nuevo ejército en África, en Hispania su gobernador, Quinto Casio Longino, había demostrado tal tiranía que los habitantes de Corduba se había alzado aunque reprimidos con dureza (48 a. C.) –cuando se vea obligado a escapar, intentará llevarse un numeroso tesoro pero se ahogará en la desembocadura del Ebro en el 47 a. C.– y en Roma hace meses que nadie sabía de él y Marco Antonio había demostrado ser un pésimo administrador.

### Antiguas
- Anónimo. Sobre la guerra de Alejandría. Digitalizado por UChicago. Basado en traducción latín-inglés por A. G. Way, Loeb Classical Library, 1955.
- Apiano. Prefacio 2 de Historia romana. Digitalizado por Uchicago. Basado en traducción latín-inglés por Horace White, 1913, Loeb Classical Library.
- Cayo Julio César. Comentarios sobre la guerra civil. Traducción latín-inglés por William Duncan, St. Louis, Edwards and Bushnell, 1856. Harper's New Classical Library. Digitalizado el Libro III en Perseus. Versión en latín en The latin library. En español en Imperium.org.
- Dion Casio. Historia romana. Libro 41. Digitalizado por UChicago. Basado en traducción latín-inglés por Earnest Cary, Harvard University Press, volumen IV de colección de Loeb Classical Library, 1916.
- Lucano. Farsalia. Digitalizado en Perseus. Sir Edward Ridley, Londres: Longmans, Green, and Co., 1905.
- Plutarco. Vida de César. Libro 5 de Vidas paralelas. Digitalizado en  UChicago. Basada en traducción de latín-inglés por Bernadotte Perrin, volumen VII de la Loeb Classical Librery, 1919. En español en Imperium.org.

### Modernas
- Brice, Lee L. (2014). Warfare in the Roman Republic: From the Etruscan Wars to the Battle of Actium. Santa Bárbara: ABC-CLIO. ISBN 9781610692991.
- Bruns, Roger (1988). Júlio César. São Paulo: Ed. Nova Cultural.
- Cary, M. & H. H. Scullard (1980) [1976]. A History of Rome. Londres: MacMillan. ISBN 0-312-38395-9.
- Fischer-Bovet, Christelle (2014). Army and Society in Ptolemaic Egypt. Cambridge University Press. ISBN 9781107007758.
- Grainger, John D. (2013). Egypt and Judaea. Pen and Sword. ISBN 9781848848238.
- Sheppard, Si (2009) [2006]. César contra Pompeyo. Farsalia. Traducción inglés-español de Eloy Carbó Ros. Barcelona: Osprey Publishing.
- Smith, William (1867). "Achillas". En Dictionary of Greek and Roman Biography and Mythology. Tomo I. Boston: Brown.
- Sorokin, Pitirim Aleksandrovich (1962). Social and Cultural Dynamics: FLuctuation of social relationships, war, and revolution. Nueva York: Bedminster Press.
- Tucker, Spencer C. (2009). A Global Chronology of Conflict: From the Ancient World to the Modern Middle East. Santa Bárbara: ABC-CLIO. ISBN 9781851096725.
- Yalichev, Serge (1997). Mercenaries of the ancient world. Constable.